# Guglielmo Righini
Guglielmo Righini (* 16. Februar 1908 in Castelfranco Veneto; † 30. Mai 1978 in Florenz) war ein italienischer Astronom.

## Leben
Guglielmo Righini wurde als Sohn des Bahnhofsvorstands Francesco Righini und der Lehrerin Margherita Simomi in Castelfranco Veneto in Venetien geboren. Durch die Versetzungen seines Vaters wuchs er in verschiedenen Orten im Friaul und in Ligurien auf. Ab 1926 studierte er Mathematik und Physik an der Universität Florenz, ab 1928 lernte er am Observatorium Arcetri, das unter Giorgio Abetti ein Zentrum der Sonnenforschung in Italien war. Im Dezember 1930 schloss er sein Studium mit einer Arbeit über spektroskopische Beobachtungen der Sonne mit Auszeichnung ab.
Nach dem Militärdienst verbrachte er mit einem Stipendium der Rockefeller Foundation 1934 ein Jahr in Utrecht, wo er sich bei Marcel Minnaert mit theoretischer und experimenteller Spektroskopie beschäftigte. Anschließend arbeitete er als Assistent in Arcetri. Er nahm an der von Abetti organisierten Expedition nach Orenburg in der UdSSR zur Beobachtung der totalen Sonnenfinsternis vom 19. Juni 1936 teil.
Anfang 1937 wurde er in die astronomische Station von Carloforte auf Sardinien versetzt und 1938 zum Direktor ernannt. Von 1938 bis 1941 hielt er Vorlesungen über theoretische Physik und Astronomie an der Universität Cagliari. Im Oktober 1939 kehrte er nach Arcetri zurück. Im Zweiten Weltkrieg wurde er mehrmals einberufen. Von 1942 bis 1946 war er für die Spektroskopie-Vorlesungen in Florenz verantwortlich. Mit einem Stipendium des British Council hielt er sich ab Oktober 1947 zehn Monate in Cambridge auf, wo er am Cavendish Laboratory die Methoden der aufkommenden solaren Radioastronomie studierte.
1953 wurde er zum Professor für Astronomie an der Universität Florenz ernannt und wurde als Nachfolger Giorgio Abettis Direktor der Sternwarte Arcetri, was er bis zu seinem Tod 1978 blieb.
Im März 1941 heiratete er Beatrice Crinò, mit der er die zwei Kinder Alberto und Giovanna hatte, die ebenfalls Astronomen wurden. Nach dem Tod seiner ersten Frau heiratete er im April 1966 Maria Luisa Bonelli, die Direktorin des Instituts und Museums für Wissenschaftsgeschichte in Florenz.
Righini war in zahlreichen Kommissionen der IAU aktiv und von einigen Präsident oder Vizepräsident. Er war Präsident der Società Astronomica Italiana und Mitglied zahlreicher Wissenschaftsakademien.

## Leistungen
Righini beschäftigte sich hauptsächlich mit Sonnenphysik, Spektroskopie und Atmosphärenphysik. Er beobachtete zahlreiche Sonnenfinsternisse, ab 1961 aus Flugzeugen in großen Höhen, um die exakte Dauer von Finsternissen zu bestimmen und Phänomene an den Rändern des Schattenkegels zu untersuchen. Aus den Beobachtungen von 1936 bestimmte er den Farb- und Temperaturindex der Sonnenkorona und gehörte zu den ersten, die zeigten, dass ein Teil der Koronastrahlung auf diffuses Licht aus dem interplanetaren Staub zurückzuführen ist. Zusammen mit Armin Joseph Deutsch entdeckte er kalte Regionen in der Korona.
Seit 1960 führte er Radiobeobachtungen der Sonne durch, 1963 baute er eine Parabolantenne mit 10 m Durchmesser für Sonnenbeobachtungen bei einer Wellenlänge von rund 3 cm. Er setzte sich für internationale Zusammenarbeit ein und war aktiver Unterstützer des 1967 von Karl-Otto Kiepenheuer vorgeschlagenen Projekts JOSO (Joint Organisation for Solar Observations), das das Site-testing für ein großes Sonnenobservatorium durchführte, das schließlich am Observatorio del Teide verwirklicht wurde.
Ab 1962 beschäftigte er sich auch mit der Geschichte der Astronomie, insbesondere mit Galileo Galilei. Sein Buch Contributo alla interpretazione scientifica dell'opera astronomica di Galileo („Beitrag zur wissenschaftlichen Interpretation des astronomischen Werks Galileos“) erschien posthum 1978.

## Ehrungen
- Jules-Janssen-Preis, 1964
- Benennung des Asteroiden (9427) Righini[3]
- Mitglied der Accademia dei XL
- Mitglied der Accademia dei Lincei
- Medaglia d'oro ai benemeriti della scuola, della cultura e dell'arte (Goldmedaille für Verdienste um Schule, Kultur und Kunst), 1971
- Benennung der Via Guglielmo Righini in Florenz